# Henri Bardy
Henri George Adolphe Bardy, född 22 januari 1875 i Helsingfors, död där 28 augusti 1944, var en finländsk läkare.
Bardy blev medicine och kirurgie doktor 1906. Han blev 1908 assistent vid Maria sjukhus kirurgiska avdelning och tio år senare underläkare samt 1919 överläkare; 1927 utsågs han till sjukhusets direktör. Han var från 1914 docent i kirurgi vid Helsingfors universitet.
Bardy utmärkte sig som en av landets skickligaste kirurger och lanserade bland annat en ny teknik vid gallstensoperationer. Han hade även omfattande humanistiska och sociala intressen; 1924 fick Maria sjukhus tack vare hans ansträngningar landets första socialsköterska. I unga år var han även idrottsman med konståkning på skridskor som specialitet. Han erhöll professors titel 1935.